# الی برود
الی برود (انگلیسی: Eli Broad ; ۶ ژوئن ۱۹۳۳ – درگذشتهٔ ۳۰ آوریل ۲۰۲۱) سرمایه‌دار و
کارآفرین اهل ایالات متحده آمریکا بود، که در سال ۱۹۵۷ شرکت کی‌بی هوم را تأسیس کرد.